# Zwetende kaaszwam
De zwetende kaaszwam (Calcipostia guttulata) is een schimmel behorend tot de orde Polyporales. Hij leeft saprotroof op dood naaldhout, vaak stronken van Douglasspar. Zelden op loofhout.

## Kenmerken

### Uiterlijke kenmerken
Vruchtlichaam
Het vruchtlichaam is eenjarig. Het groeit zijwaarts aan het substraat, vaak met een wat versmalde basis. Ze verschijnen afzonderlijk of in kleine groepen, waarbij ze elkaar dakpansgewijs bedekken. Eén exemplaar heeft een diameter tot 15 cm en een dikte van ongeveer 3 cm. De vorm is van boven gezien halfrond, niervormig, waaiervormig of consolevormig. De witte rand van jonge vruchtlichamen is scherp en soms licht ingedeukt, terwijl hij bij oudere vruchtlichamen rond, verdikt en donkerder van kleur is. Het bovenoppervlak van het vruchtlichaam is bultig en onregelmatig golvend en glad of behaard. de kleur is wittig met lichtbruine effecten. Aan de hoedrand en aan de onderzijde van de zwam hangen meestal waterige druppels die na opdrogen soms kuiltjes achterlaten.   
Hymenofoor
De hymenofoor aan onderzijde van de zwam vertoont poriën met dunne wanden er tussen, ze zijn 3–7 mm lang, wit tot crème van kleur en vormen slechts één laag die diagonaal naar beneden loopt. De poriën variëren in vorm van rond tot labyrintisch. Er zijn 3-4 per 1 mm. Ze zijn, vooral bij vochtig weer, met waterige vloeistofdruppels bezet.
Vlees
Het vlees is wit, 5–15 mm dik. Bij jonge vruchtlichamen is het stevig en sappig, bij oudere na opdrogen hard en bros. De smaak is aanvankelijk licht zuur, maar al snel brandend en bitter. De geur is scherp en onaangenaam.

### Microscopische kenmerken
Hij heeft een monomitisch hyfensysteem. De hyfen in het vlees zijn dikwandig, 4–8 (12) μm breed, met af en toe knobbeltjes op hun septa en voorzien van franjes. Net achter het septum vertakken de hyfen zich meestal. Tramahyfen zijn voornamelijk dunwandig. Cystidia ontbreken, maar cystidiolen met afmetingen van 13–18 × 4–5 μm zijn aanwezig. Ze steken niet uit boven het oppervlak van het hymenium. De basidia zijn verdikt, 4-sterigmata, met gespen aan de basis en meten 15-20 × 5-6 μm. De sporen zijn langwerpig, ellipsvormig, kleurloos, glad, niet-amyloïde, met afmetingen van 4–5 × 2–2,5 μm.

## Verspreiding
De zwetende kaaszwam wordt gevonden in Noord-Amerika, Europa, Azië, Australië en Nieuw-Zeeland. De meeste vindlocaties liggen in Europa. Het geografische verspreidingsgebied valt min of meer samen met het verspreidingsgebied van sparren. In Nederland is de soort pas na 2000 voor het eerst waargenomen, ze was er vijftien jaar later al vrij algemeen in het oosten.

## Ecologie
De zwam komt voor in naald- en gemengde bossen. Hij ontwikkelt zich op dood hout van naaldbomen, voornamelijk sparren, dennen en sparren, zelden op berken en haagbeuken. Hij verschijnt meestal op dode stammen die op de grond liggen en op stronken. Hij leeft gedurende meerdere jaren in het hout en produceert jaarlijks nieuwe vruchtlichamen. Deze kunnen ook verschijnen op constructiehout.